# Władysław Michejda (1876–1937)

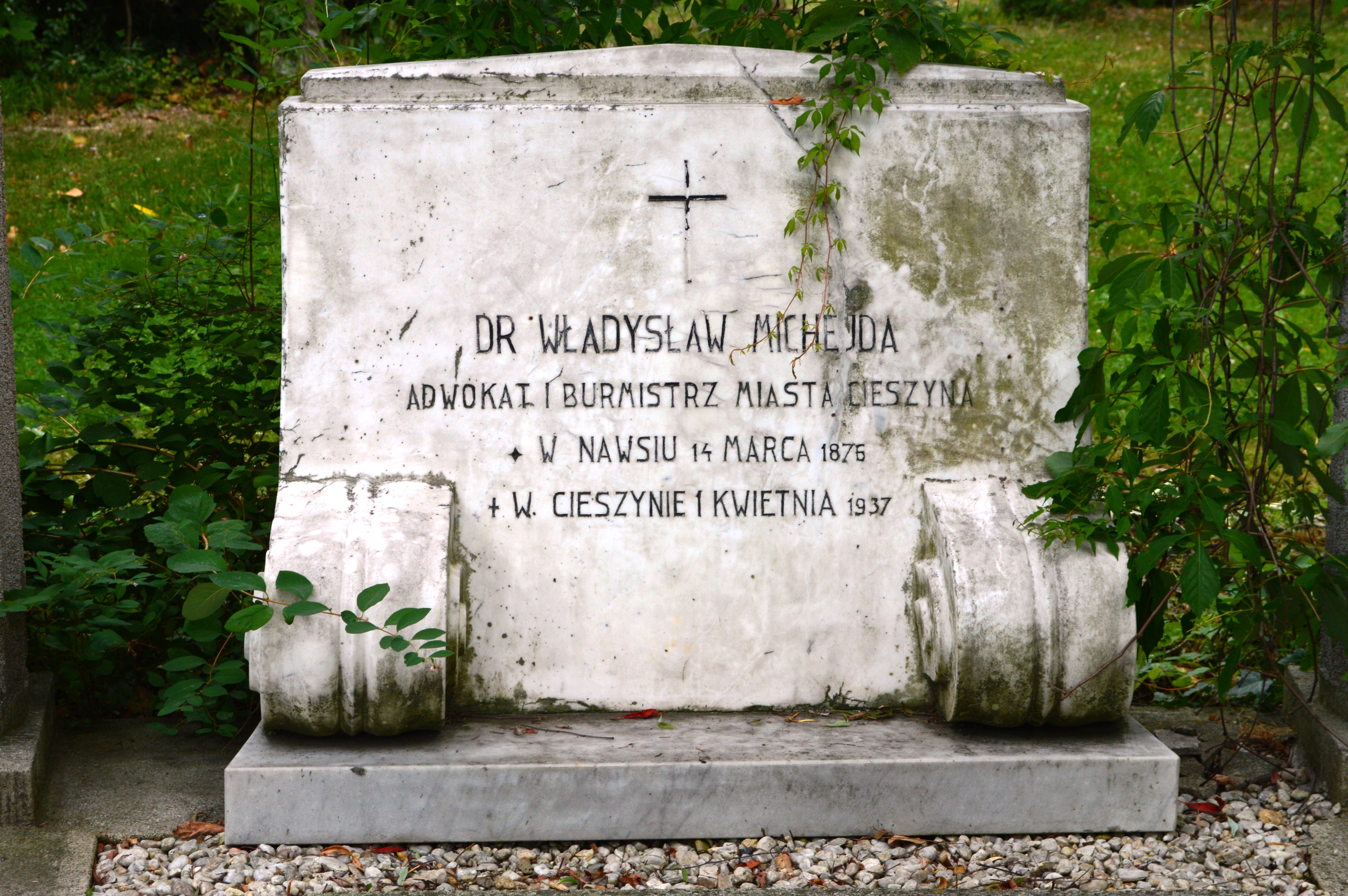
Grób Władysława Michejdy na Cmentarzu Komunalnym w Cieszynie

Władysław Michejda (ur. 14 marca 1876 w Nawsiu, zm. 1 kwietnia 1937 w Cieszynie) – polski adwokat, burmistrz Cieszyna od 1929 roku.
Syn Franciszka i Anny. Ukończył gimnazjum w Cieszynie i prawo na Wydziale Prawa Uniwersytetu Jagiellońskiego, gdzie w 1904 roku uzyskał doktorat. Od 1908 roku adwokat we Lwowie, członek Rady Naczelnej Narodowej Demokracji w Rosji. W lipcu 1917 roku został członkiem Rady Polskiej Zjednoczenia Międzypartyjnego w Moskwie. W 1919 roku powrócił do Cieszyna, gdzie otworzył kancelarię adwokacką. Wybrany później do Rady Miejskiej, w 1929 roku został burmistrzem. Za jego kadencji (do 1937 roku) miasto, mimo panującego w kraju kryzysu, rozwijało się pomyślnie.